# カジセキ
カジセキは、高浜工業株式会社（愛知県高浜市）の窯業機械ブランド名。
かつては、(株)鍛冶関鉄工所が(株)カジセキに社名変更し、窯業機械の製造販売していた。

## 沿革
- 1902年(明治35) - 碧海郡新川町（現碧南市）において鍛造事業部の祖業を開始
- 1947年(昭和22) - 鍛冶関鉄工所として創業。窯業機械の製造販売を開始
- 1979年(昭和54) - (株)鍛冶関鉄工所を(株)カジセキに社名変更
- 1982年(昭和57) - 高浜工業株式会社に吸収合併し、ブランド名“カジセキ”として存続。

## 主な製品
- 真空土練成形機
- ロールクラッシャー

| スタブアイコン | サブスタブ | この項目は、まだ閲覧者の調べものの参照としては役立たない、企業に関連した書きかけの項目です。この項目を加筆・訂正などしてくださる協力者を求めています（PJ:経済）。 |